# Freisa di Chieri secco
Le Freisa di Chieri secco est un vin italien produit dans la région du Piémont, doté d'une appellation DOC depuis le 20 septembre 1973. Seuls ont droit à la DOC les vins rouges récoltés à l'intérieur de l'aire de production définie par le décret.
Le cépage unique est le freisa. La superficie plantée en vignes est de 366 hectares. 

## Aire de production
Les vignobles autorisés se situent en province de Turin dans les communes de Andezeno, Arignano, Baldissero Torinese, Chieri, Marentino, Mombello di Torino, Montaldo Torinese, Moriondo Torinese, Pecetto Torinese, Pino Torinese, Pavarolo et Riva presso Chieri. Ces vignobles se situent à quelques kilomètres au sud-est de Turin.

## Caractéristiques organoleptiques
- couleur : rouge rubis pas trop intense
- odeur : fin, avec des arômes de framboise et violette
- saveur : sec, acidulé, qui devient plus délicat avec un vieillissement

## Production
Province, saison, volume en hectolitres :
- Turin  (1990/91) : 705,29
- Turin  (1991/92) : 549,32
- Turin  (1992/93) : 708,86
- Turin  (1993/94) : 664,02
- Turin  (1994/95) : 839,06
- Turin  (1995/96) : 2 045,79
- Turin  (1996/97) : 2 349,09